# ییلوویتسه (ناحیه هرادتس کرالووه)
ییلوویتسه (به چکی: Jílovice) یک منطقهٔ مسکونی در جمهوری چک است که در ناحیه هرادتس کرالووه واقع شده‌است. ییلوویتسه ۲۵۹ نفر جمعیت دارد.